# Hokej na ledu na Zimskih olimpijskih igrah 1968
Hokej na ledu je bil na Zimskih olimpijskih igrah 1968 enajstič olimpijski šport. Hokejski olimpijski turnir je potekal med 4. in 17. februarjem 1968. Zlato medaljo je osvojila sovjetska reprezentanca, srebrno češkoslovaška, bronasto pa kanadska, v konkurenci štirinajstih reprezentanc, drugič tudi jugoslovanske, ki je osvojila deveto mesto. Olimpijski turnir je zadnjič štel tudi za Svetovno hokejsko prvenstvo.

## Dobitniki medalj
| Zlato | Srebro | Bron |
| Sovjetska zvezaViktor Konovalenko Venjamin Aleksandrov Viktor Blinov Vitalij Davidov Anatolij Firsov Anatolij Jonov Viktor Konovalenko Viktor Kuzkin Boris Majorov Jevgenij Mišakov jurij Mojsejev Viktor Polupanov Aleksander Ragulin Igor Romiševski Oleg Zajcev Jevgenij Zimin Viktor Zinger Vjačeslav Staršinov Vladimir Vikulov | ČeškoslovaškaJosef Černý Vladimír Dzurilla Jozef Golonka Jan Havel Petr Hejma Jiří Holík Josef Horešovský Jan Hrbatý Jaroslav Jiřík Jan Klapáč Jiří Kochta Oldřich Macháč Karel Masopust Vladimír Nadrchal Václav Nedomanský František Pospíšil František Ševčík Jan Suchý | KanadaRoger Bourbonnais Kenneth Broderick Raymond Cadieux Paul Conlin Gary Dineen Brian Glennie Ted Hargreaves Francis Huck Larry Johnston John McKenzie William McMillan Stephen Monteith Morris Mott Terrence O'Malley Danny O'Shea Gerry Pinder Herbert Pinder Wayne Stephenson |

## Končni vrstni red
1. Sovjetska zveza
2. Češkoslovaška
3. Kanada
4. Švedska
5. Finska
6. ZDA
7. Zahodna Nemčija
8. Vzhodna Nemčija
9. Jugoslavija
10. Japonska
11. Norveška
12. Romunija
13. Avstrija
14. Francija